# Piusz Ágost bajor herceg
Piusz Ágost (ismert még mint Bajorországi Piusz Ágost németül: Pius August in Bayern; Landshut, Bajor Választófejedelemség, 1786. augusztus 1. – Bayreuth, Bajor Királyság, 1837. augusztus 3.), a Wittelsbach-ház pfalz–birkenfeld–gelnhauseni ágából származó bajor herceg, Vilmos herceg és Pfalz–Zweibrückeni Mária Anna legkisebb gyermeke. Amalie Luise von Arenberggel való házasságából származó egyetlen gyermeke Miksa „Max” József, a későbbi Erzsébet, „Sissi” császárné és királyné édesapja.

## Élete

### Származása, testvérei
Piusz Ágost Landshutban született 1786-ban. Édesapja Vilmos bajor herceg (Wilhelm Herzog in Bayern, 1752–1837), palotagróf, Gelnhausen hercege volt, Johann von Zweibrücken-Birkenfeld zu Gelnhausen herceg (1698–1780) és Sophie Charlotte von Salm-Dhaun grófnő (1719–1770) fia.
Édesanyja Maria Anna von Pfalz-Zweibrücken hercegnő (1753–1824) volt, Friedrich Michael von Pfalz-Birkenfeld herceg, palotagróf (1724–1767) és Maria Franziska Dorothea von Pfalz-Sulzbach hercegnő (1724–1794) leánya, IV. Miksa József herceg, a későbbi bajor választófejedelem (majd király) nővére. A szülők három gyermekéből ketten érték meg a felnőttkort:
- Egy névtelen fiú (*/† 1782)
- Maria Elisabeth Amalie Franziska in Bayern (1784–1849), aki 1808-ban Louis-Alexandre Berthier-hez (1753–1815), Franciaország marsalljához, Wagram és Neufchâtel hercegéhez, Napóleon császár hadvezéréhez ment feleségül,
- Piusz Ágost (Pius August in Bayern) (1786–1837), 1807-től Amália Lujza arenbergi hercegnő férje.

Mindkét testvér házasságát az 1807–1808-ban fennálló politikai viszonyok határozták meg. 1806 óta mind a Bajor Királyság, mind az Arenbergi Hercegség a Rajnai Szövetség tagja, Napóleon császár csatlósa volt.

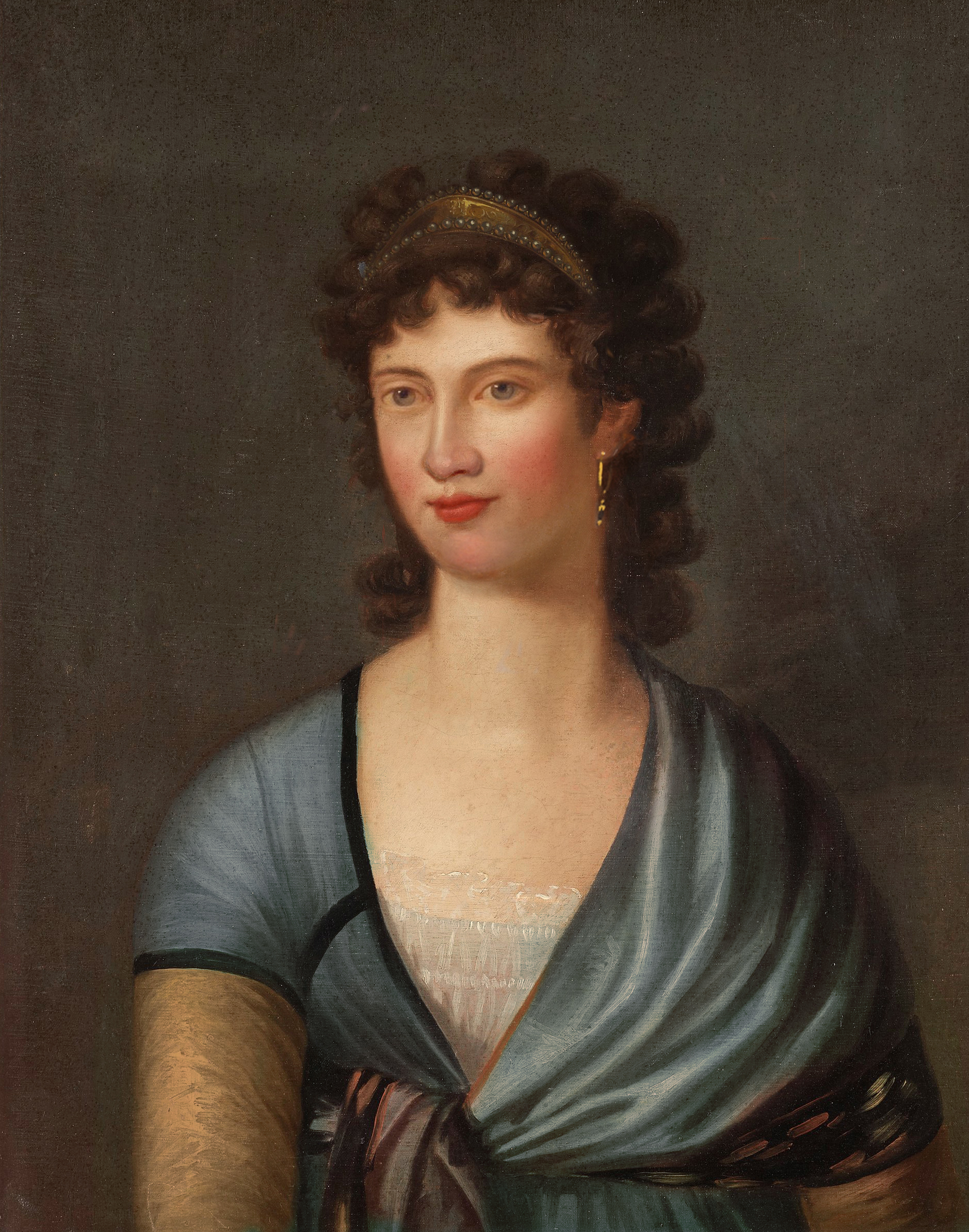
Amália Lujza arenbergi hercegnő

### Házassága, utódja
1807. május 26-án Piusz Ágost herceg Brüsszelben – ekkor Osztrák-Németalföld fővárosában – feleségül vette Amália Lujza arenbergi hercegnőt (1789–1823), Lajos Mária arenbergi hercegnek (1757–1795) és Marie Adélaïde Julie de Mailly-Nesle-nek (1766–1789), Ivry-sur-Seine úrnőjének leányát. A rossz házasságból egyetlen gyermekük született:
- Miksa József herceg (Max Joseph Herzog in Bayern) (1808–1888), aki 1828-ban Mária Ludovika Vilma bajor királyi hercegnőt (1808–1892), I. Miksa bajor király egyik leányát vette feleségül. Egyik leányuk, Erzsébet hercegnő lett később Ausztria császárnéja, Magyarország királynéja.

Piusz Ágost a bajor királyi hadseregben vezérőrnagyi rangot kapott, és a bayreuth-i 8. gyalogezred tulajdonosa (tiszteletbeli parancsnoka) volt. 1815-ben a Bajor Tudományos Akadémia tiszteletbeli tagjává választották.
Az agresszív és verekedő Piusz Ágost pokollá tette felesége életét. Gyakran provokált verekedéseket otthon is, a nyílt utcán is, bántalmazta nemcsak szolgáit és a járókelőket, hanem feleségét és fiát is. Miksa József nevelését a nagyapa, Vilmos bajor herceg (1752–1837) irányította, aki igyekezett őt távol tartani a nemtörődöm és erőszakos természetű apától. Anyai nagybátyja, Miksa király többször is börtönbe vetette az agresszív Piusz herceget. A helyzet annyira elfajult, hogy 1817-ben a király elrendelte, hogy a 9 éves Miksa Józsefet Münchenbe küldjék, az ottani Királyi Tanuló- és Nevelőotthonba (Königlicher Erziehungsinstitut für Studierende). A fiú itt egészséges környezetben nevelkedhetett, csak három év után, 1820-ban látogatta meg szüleit. Piusz felesége, Amália Lujza 1823-ban elhunyt.

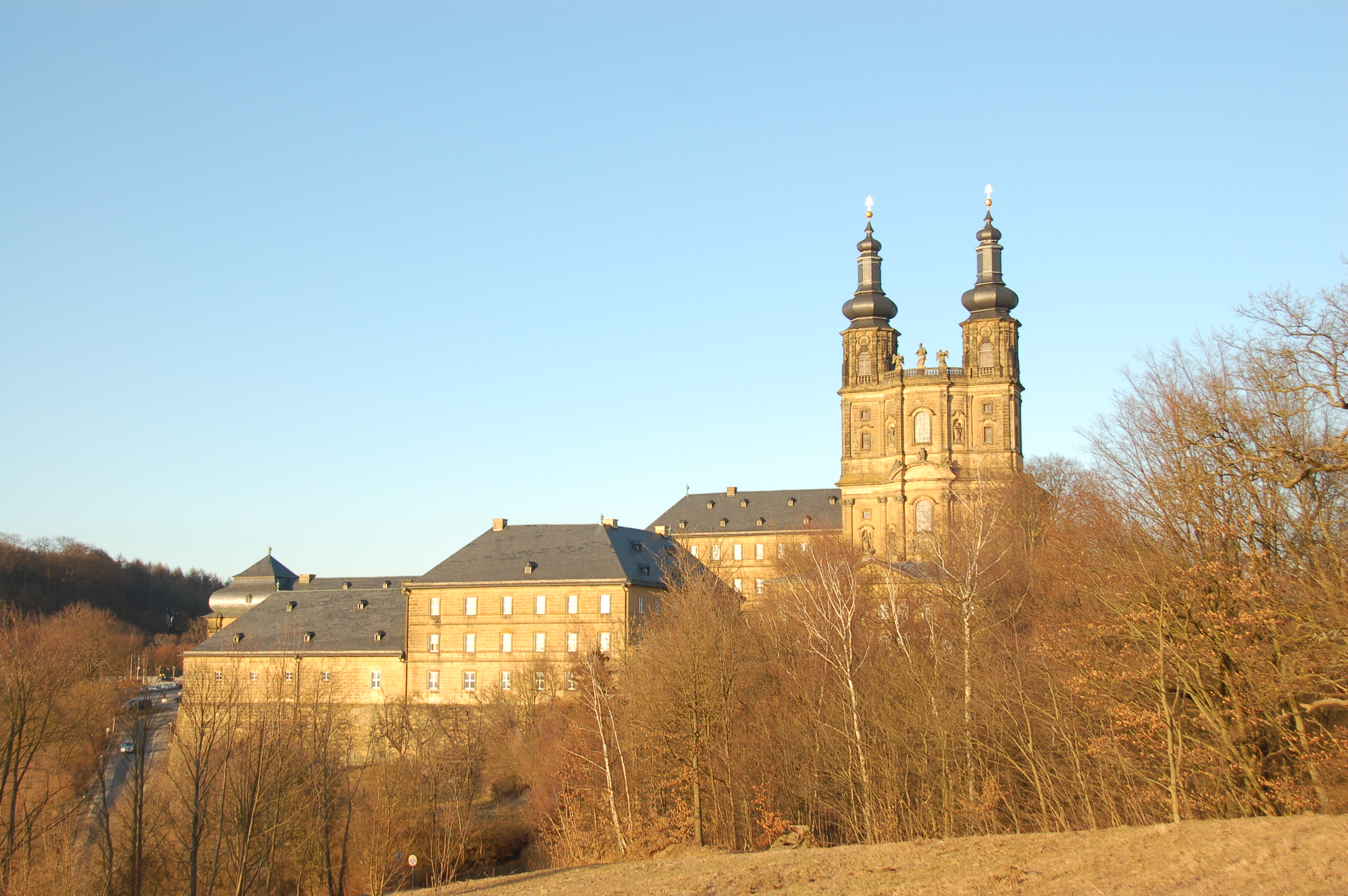
A banzi kolostor

Az özvegy Piusz Ágost herceg Bayreuth-ban élt visszavonultan. Itt is hunyt el egy nappal 51. születésnapja után, 1837. augusztus 3-án. Bamberg közelében, a banzi benedek-rendi kolostorban temették el.

## Kapcsolódó irodalom
- Nathanael von Schlichtegroll: Genealogische Lebens-Skizzen der Vorfahren des bayerischen Königshauses bis auf Otto den Großen von Wittelsbach, Rösl, 1842, 63. old.
- Marianne Wörwag-Parizot: Die Herzöge in Bayern